# Cambarus hubrichti
Cambarus hubrichti är en kräftdjursart som beskrevs av Hobbs 1952. Cambarus hubrichti ingår i släktet Cambarus och familjen Cambaridae. IUCN kategoriserar arten globalt som otillräckligt studerad. Inga underarter finns listade i Catalogue of Life.